# Open Canada Cup
La Open Canada Cup fou una competició de futbol per eliminatòries del Canadà. Es disputà per primer cop el 1998 amb el nom CPSL League Cup, organitzada per la Canadian Professional Soccer League. A partir de 2003 fou oberta a tots els clubs professionals i amateurs. La darrera edició fou el 2007.

## Historial
Font:
| Any  | Campió                        | Resultat          | Finalista                 |
| ---- | ----------------------------- | ----------------- | ------------------------- |
| 1998 | Toronto Olympians (1)         | 3-0               | St. Catharines Wolves     |
| 1999 | Toronto Olympians (2)         | 3-0               | Toronto Croatia           |
| 2000 | Toronto Olympians (3)         | 1-0               | St. Catharines Wolves     |
| 2001 | Ottawa Wizards (1)            | 1-0               | Toronto Supra             |
| 2002 | Ottawa Wizards (2)            | 2-0               | Toronto Croatia           |
| 2003 | London City (1)               | 1-1 (pr.) 4-2 (p) | Metro Lions               |
| 2004 | Windsor Border Stars (1)      | 1-1 (pr.) 4-2 (p) | Ottawa St. Anthony Italia |
| 2005 | Windsor Border Stars (2)      | 3-0               | London City               |
| 2006 | Ottawa St. Anthony Italia (1) | 2-0               | Toronto Lynx              |
| 2007 | Trois-Rivières Attak (1)      | 3-0               | Columbus Clan FC          |